# Mijaíl Anisimov
Mijaíl Alexeevich Anisimov (en ruso: Михаил Алексе́евич Анисимов, Bakú, 2 de noviembre de 1941) es un científico interdisciplinario ruso-estadounidense.

## Biografía

### Primeros años
Se licenció en ingeniería petrolera en el Instituto del Petróleo  de Grozni en 1964, obtuvo un doctorado en química física por la Universidad Estatal de Moscú en 1969 y un doctorado en ciencias en física molecular y térmica por el Instituto Kurchátov de Energía Atómica de Moscú en 1976.

### Carrera
De 1969 a 1977, trabajó en el Comité Estatal de Normas y Gestión de Calidad de Productos de la URSS, donde su asesor postdoctoral fue Alexander V. Voronel. Desde 1978 hasta 1993, fue profesor y presidente del departamento de física de la Universidad Estatal Rusa de Petróleo y Gas Gubkin. En 1994, comenzó a trabajar en Estados Unidos como profesor tanto para el departamento de ingeniería química y biomolecular como para el Instituto de Ciencia y Tecnología Física de la Universidad de Maryland.

### Vida personal
Tiene cuatro hijos. Su hija mayor, Tania Anisimova, es violonchelista y compositora.

## Investigación
Su campo de investigación es la termodinámica de fluidos y mezclas de fluidos, cristales líquidos, polímeros y otros materiales de materia blanda. Su grupo de investigación en la Universidad de Maryland (junto con Jan V. Sengers) es una de las principales autoridades internacionales en el campo de los fenómenos críticos y las transiciones de fase. También trabaja en teoría y experimentos, problemas fundamentales y aplicaciones. Ha sido autor y coautor de 2 libros, 14 capítulos de libros y artículos de revisión y más de 400 artículos publicados en revistas y enciclopedias, actas de congresos e informes.